# Eilica kandarpae
Eilica kandarpae är en spindelart som beskrevs av Nigam och Patel 1996. Eilica kandarpae ingår i släktet Eilica och familjen plattbuksspindlar. Inga underarter finns listade i Catalogue of Life.